# Peru (canção)
"Peru" é uma canção pelo cantor e compositor nigeriano Fireboy DML, lançada a 20 de Julho de 2021 através da editora discográfica YBNL Nation sob distribuição da Empire como o sétimo single da carreira do artista. "Peru" foi co-composta por Fireboy DML e Ivory Scott, enquanto a produção e arranjos ficavam sob responsabilidade de Shizzi. Com o sucesso do tema nas tabelas musicais de afrobeats britânicas, Fireboy DML contactou o músico inglês Ed Sheeran para uma remistura através do fundador da SB.TV, Jamal Edwards. A 23 de Dezembro de 2021, foi lançada uma versão retrabalhada de "Peru" com o Sheeran. O vídeo musical para a versão com Sheeran foi lançado a 24 de Dezembro de 2021. O single foi nomeado na categoria Canção do Ano na sétima cerimónia anual de prémios African Entertainment Awards USA. O governo da República do Peru aprovou a versão com Sheeran, encorajando os seus cidadãos a ouví-la.

## Vídeo musical
O vídeo musical para "Peru" foi disponibilizado a 6 de Agosto de 2021. O teledisco vê Fireboy DML a passear pelas ruas nos Estados Unidos, visto no estúdio, a fazer pára-quedismo e a experimentar pratos. O vídeo foi dirigido por Mariano Valentino, com imagens adicionais filmadas por Dakota Lim, e Diego Pina. O visual foi editado por Ryan Corr. A nova versão com Ed Sheeran foi lançada a 24 de Dezembro seguinte. Realizado por Gabriella Kingsley, e filmado em Londres, Reino Unido. O vídeo musical atingiu 1,9 milhões de visualizações em menos de 24 horas após o seu lançamento. A 21 de Dezembro de 2021, Fireboy DML partilhou um pequeno clipe nas suas plataformas sociais, cantando "Peru" com Sheeran.

## Alinhamento de faixas
- Download digital e streaming

1. "Peru" — 2:31

- Download digital, streaming e CD single

1. "Peru" (com Ed Sheeran) — 3:07

- Download digital e streaming

1. "Peru" (Acoustic) (com Ed Sheeran) — 2:52

- Download digital e streaming

1. "Peru" (Remix) (com 21 Savage e Blxst) — 3:06

- Download digital e streaming

1. "Peru" (R3hab Remix) (com Ed Sheeran) — 2:29

## Desempenho nas tabelas musicais
No Reino Unido, "Peru" atingiu o seu máximo no número dois da tabela oficial de canções e no primeiro posto da tabela de canções afrobeat. A 2 de Agosto de 2021, atingiu o número dez na tabela de 50 canções do TurnTable e, dois dias depois, o número quatorze na tabela de airplay do TurnTable e número cinco na tabela de streaming.
Tabelas semanais
| País — Tabela musical (2021-22)                       | Posição de pico |
| ----------------------------------------------------- | --------------- |
| Canadá — Hot 100 (Billboard)                          | 47              |
| Canadá — CHR/Top 40 (Billboard)                       | 27              |
| Europa — Digital Song Sales (Billboard)               | 12              |
| França — Top Singles (SNEP)                           | 93              |
| Mundo — Global 200 (Billboard)                        | 41              |
| Irlanda — Singles Top 50 (IRMA)                       | 7               |
| Países Baixos — Stichting Nederlandse Top 40          | 22              |
| Países Baixos — Single Top 100 (MegaCharts)           | 11              |
| Nova Zelândia — Hot Singles (RMNZ)                    | 3               |
| África do Sul — Singles Chart (RISA)                  | 29              |
| Suécia — Top Singles Top 100 (Sverigetopplistan)      | 35              |
| Suíça — Top Singles Top 75 (Schweizer Hitparade)      | 31              |
| Reino Unido — Official Singles Chart Top 100 (OCC)    | 2               |
| Reino Unido — Independent Singles Chart               | 13              |
| Reino Unido — R&B Singles Chart (OCC)                 | 1               |
| Estados Unidos — Billboard Hot 100                    | 61              |
| Estados Unidos — Hot R&B/Hip-Hop Songs (Billboard)    | 18              |
| Estados Unidos — Mainstream Top 40 (Billboard)        | 37              |
| Estados Unidos — Rhythmic Songs (Billboard)           | 12              |
| Estados Unidos — World Digital Song Sales (Billboard) | 3               |

### Certificações e vendas
| Região — Associação (Vendas) | Certificação |
| ---------------------------- | ------------ |
| Reino Unido — BPI (400 000)  | Platina      |

## Histórico de lançamento
| Região         | Data                    | Formato                     | Versão                          | Editora discográfica |
| -------------- | ----------------------- | --------------------------- | ------------------------------- | -------------------- |
| Vários         | 20 de Julho de 2021     | Download digital streaming  | Original                        | YBNL Nation Empire   |
| Vários         | 24 de Dezembro de 2021  | Download digital streaming  | com Ed Sheeran                  | YBNL Nation Empire   |
| Estados Unidos | 18 de Janeiro de 2022   | Rádio rhythmic contemporary | com Ed Sheeran                  | YBNL Nation Empire   |
| Reino Unido    | 21 de Janeiro de 2022   | CD single                   | com Ed Sheeran                  | YBNL Nation Empire   |
| Vários         | 22 de Janeiro de 2022   | Download digital streaming  | Acústica com Ed Sheeran         | YBNL Nation Empire   |
| Vários         | 11 de Fevereiro de 2022 | Download digital streaming  | Remistura com 21 Savage e Blxst | YBNL Nation Empire   |
| Estados Unidos | 15 de Fevereiro de 2022 | Rádio contemporary hit      | com Ed Sheeran                  | YBNL Nation Empire   |
| Vários         | 2 de Março de 2022      | Download digital streaming  | R3hab Remix com Ed Sheeran      | YBNL Nation Empire   |
| Reino Unido    | 11 de Março de 2022     | CD single                   | com Ed Sheeran                  | YBNL Nation Empire   |